# شین سول کی
شین سول کی (کره‌ای: 신슬기؛ زادهٔ ۳ مارس ۱۹۹۸) بازیگر اهل کره جنوبی است. او به خاطر حضور در مجموعه بازی هرم (۲۰۲۴) شناخته می‌شود.

## اوایل زندگی و تحصیلات
شین سول کی زادهٔ ۳ مارس ۱۹۹۸ در سئول، کره جنوبی است. پدرش شین یونگ هو جراح پلاستیک است. او در مدرسه یه‌وون و مدرسه هنرهای نمایشی سئول تحصیل کرده است. شین در سال ۲۰۲۳ از دانشگاه ملی سئول با مدرک موسیقی در رشته پیانو فارغ‌التحصیل شد.

## فیلم‌شناسی

### برنامه اینترنتی
| سال  | عنوان       | نقش               | توضیحات | منابع |
| ---- | ----------- | ----------------- | ------- | ----- |
| ۲۰۲۲ | جهنم سینگلی | عضو گروه بازیگران | فصل ۲   |       |

### مجموعه اینترنتی
| سال  | عنوان    | نقش      | منابع       |
| ---- | -------- | -------- | ----------- |
| ۲۰۲۴ | بازی هرم | سو دو آه | [ ۶ ] [ ۷ ] |

### حضور در موزیک ویدئو
| سال  | عنوان                         | آرتیست      | منابع |
| ---- | ----------------------------- | ----------- | ----- |
| ۲۰۲۱ | «فراموش‌نشدنی» (Unforgettable) | کیم جه هوان | [ ۸ ] |